# 冰卫星
冰衛星是表面與組成以冰為主的天然衛星。一顆冰衛星的表面下可能擁有海洋，並可能含矽酸鹽或金屬岩的岩石核心。它被認為可能是由冰II或其它多形體的水冰。此類天體的典型例子就是歐羅巴。
冰衛星會因為潮汐而變得溫暖，最常見的類型就是有液態水，因此這種類型的天體最有可能擁有水-基外星生物。
一些冰衛星展示出冰火山的噴泉，類似間歇泉。最適合研究的就是土星的衛星恩克拉多斯。

## 軌道
所有已知的冰衛星都屬於氣態巨行星，其軌道都在太陽系的凍結線之外。額外的條件是衛星沒有在內部的原始衛星盤內形成，因為那兒溫暖的溫度不適合冰的凝結。
歐羅巴的質量被認為含有8%的冰和水，其餘的是岩石。木星外側的兩顆伽利略衛星佳利美德和卡利斯多，因為從原始的熱木星形成，包含更多的冰。
土星的衛星泰坦，外觀和行為都比太陽系的任何其他天體都更像地球。已知泰坦的表面上有穩定的液體池。

## 影像

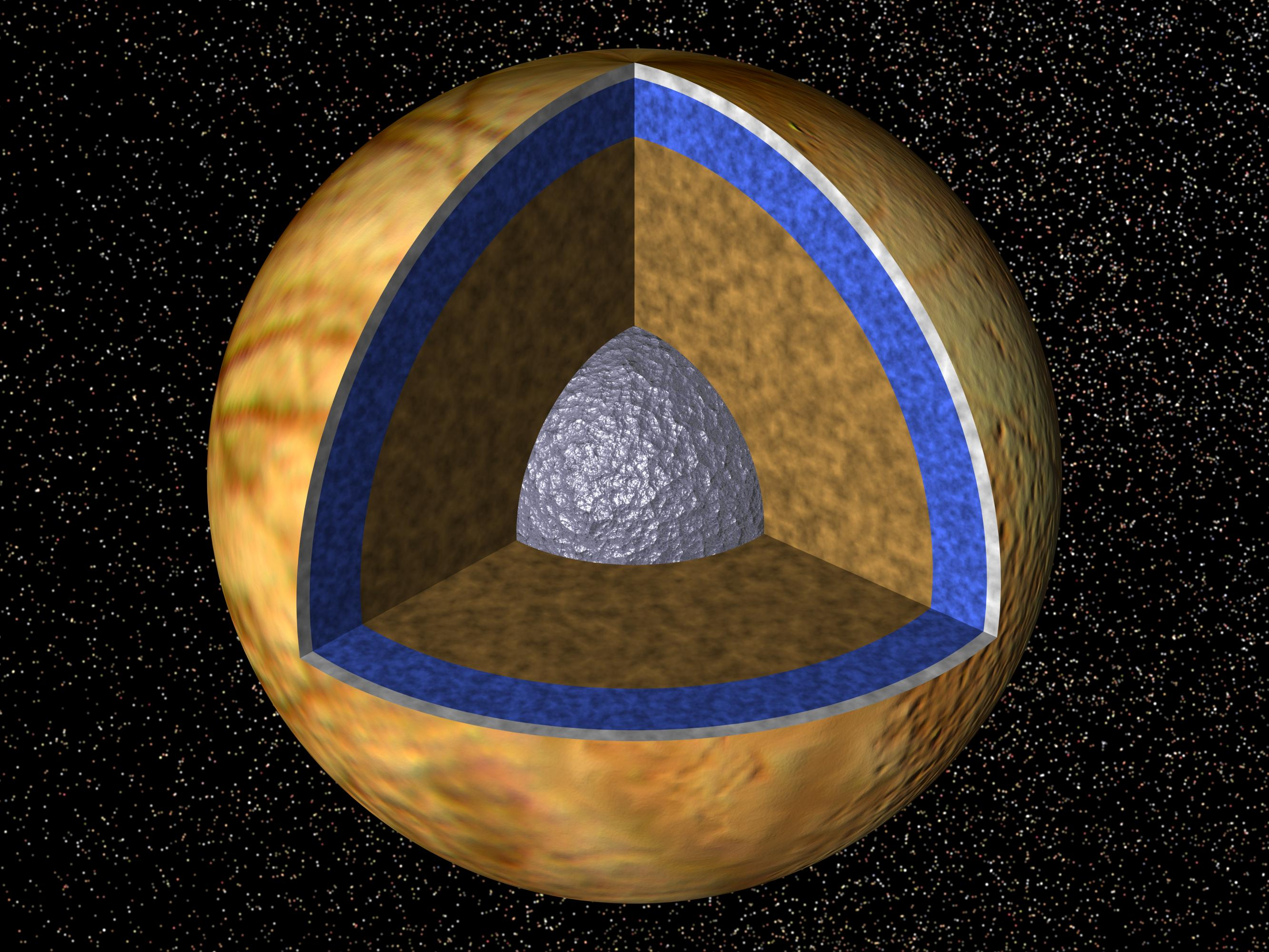
據信歐羅巴的表面下有海洋。
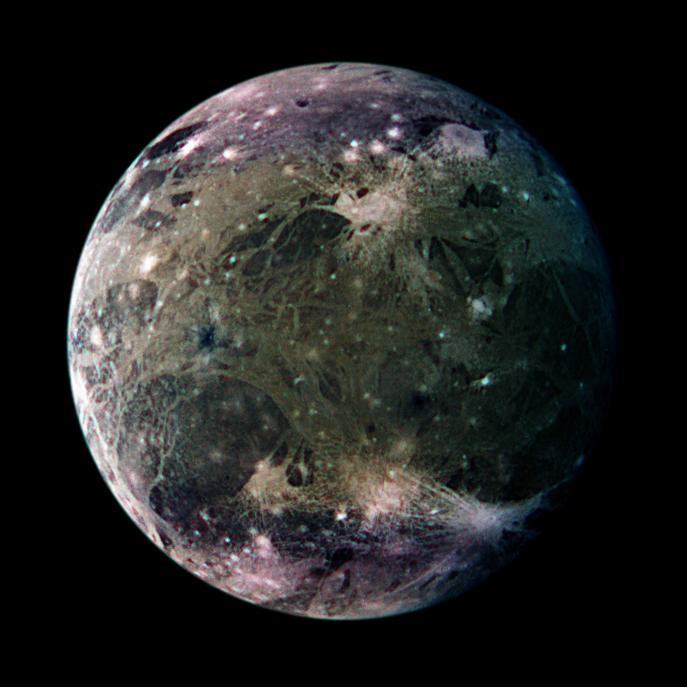
佳利美德的假色影像。
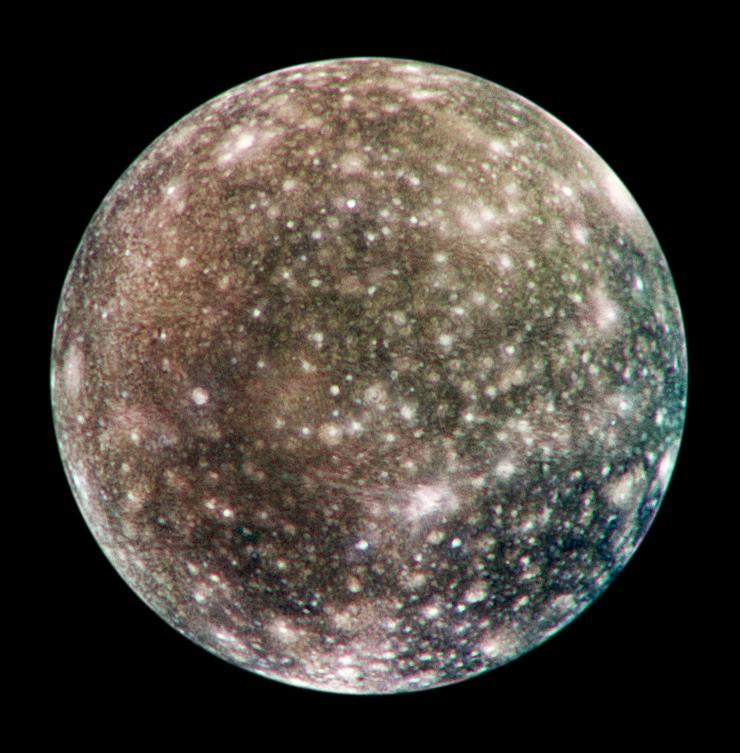
卡利斯多顯示冰霜的堆積。
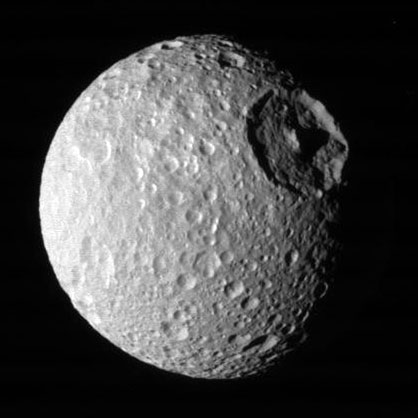
米瑪斯的密度只有1.1g/cm3。
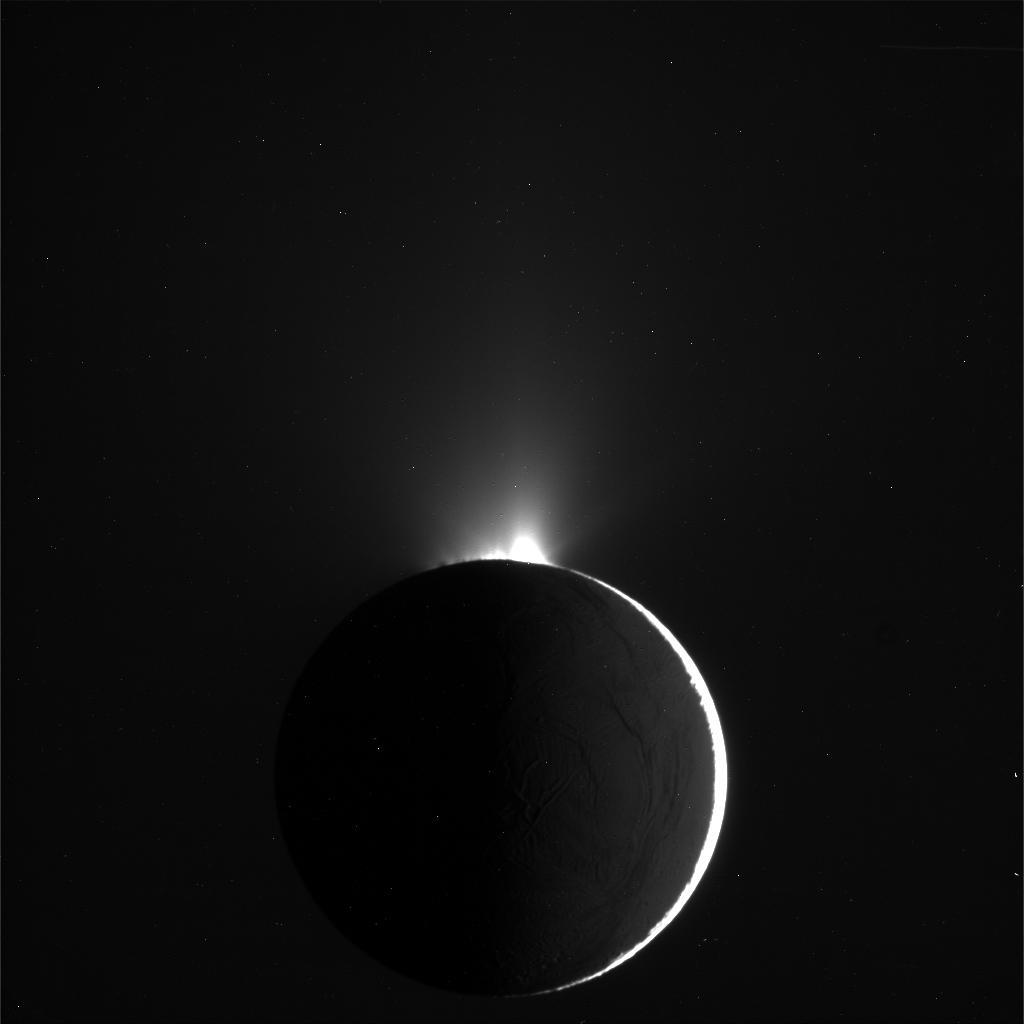
恩克拉多斯有羽流場在活動。
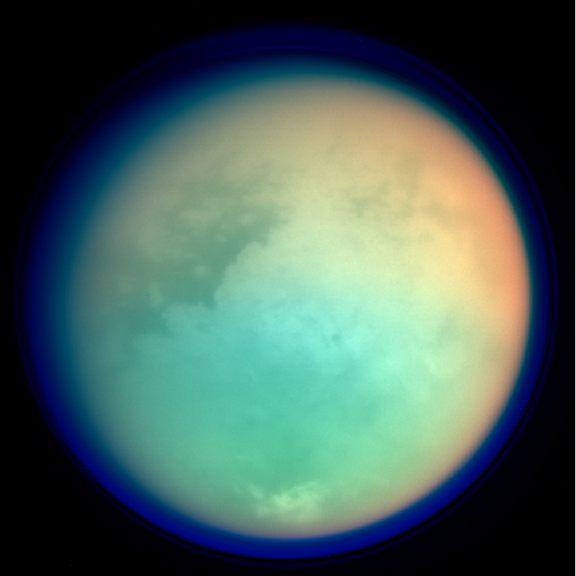
泰坦顯示地表和大氣的詳細資訊。
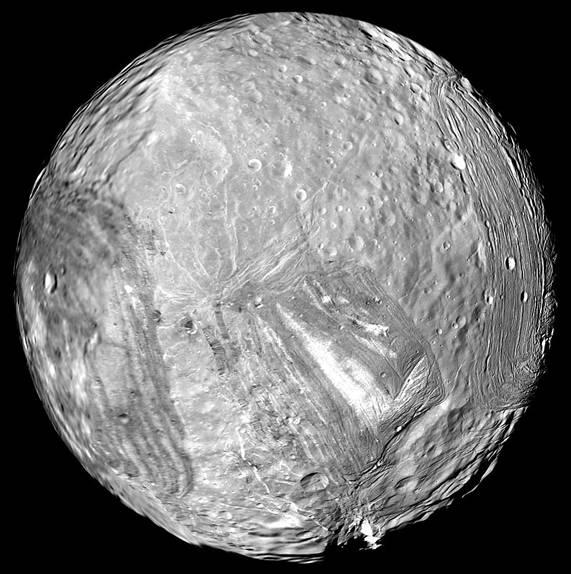
米蘭達有著傷痕累累的表面。
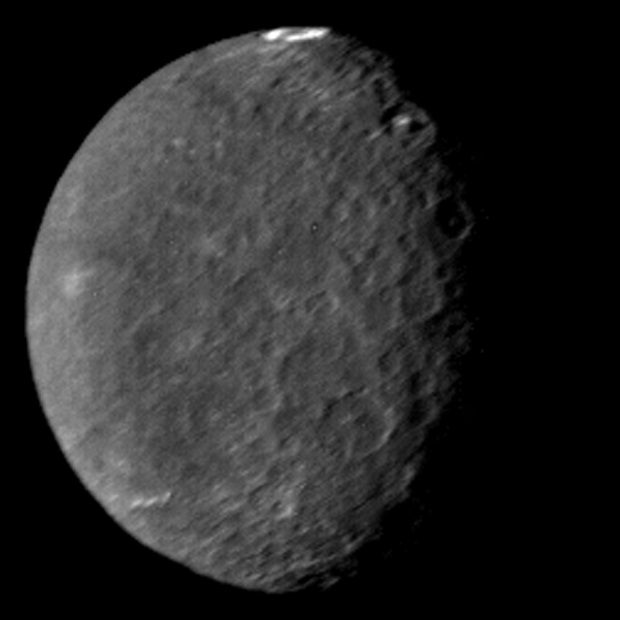
烏姆柏里厄爾的極上堆積的霜。
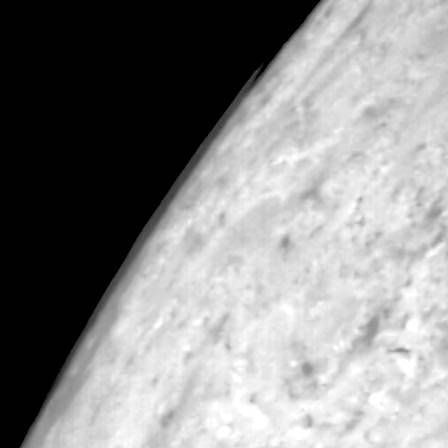
崔頓的邊緣有烏雲。